# امواج کندراتیف
ابن امواج از «دوره‌های طولانی» صحبت می‌کند که مشخص‌کنندهٔ رابطهٔ انسان و محیط مادی‌اش در طول تاریخ است. در این دوره‌های طولانی چرخه‌های «بلند مدت» (حدود ۴۰ تا ۵۰ سال) و چرخه‌های بسیار بلند مدت «لجستیک» (حدود ۳۰۰ سال) توسط اقتصاددانانی مانند نیکلا کندراتیف (۱۹۸۲–۱۹۳۰) و ژوزف شومپیتر (۱۹۵۰–۱۸۸۳) مطرح گردیده که تحت عنوان «امواج کندراتیف» از آن نام برده می‌شود.
امواج کندراتیف توسط اقتصاددانانی مانند نیکلا کندراتیف و شمپیتر معرفی شد. این امواج در واقع شامل دوره‌های بسیار طولانی در اقتصاد شده و به دو دسته تقسیم می‌شود:
1. چرخه‌های بلندمدت (حدود ۴۰ تا ۵۰ سال)
2. چرخه‌های بسیار بلندمدت (حدود ۳۰۰سال)

اما این نظریه توسط اکثر اقتصاددانان دانشگاهی پذیرفته نشده‌است. اجماع عمومی منتقدین این نظریه این است که این امواج مستلزم شناخت الگوهایی می‌باشد که ممکن است وجود نداشته باشد. در بین گروه اندک موافقین، هم در مورد علت ایجاد امواج و هم درمورد زمان آغاز و پایان امواج توافق خاصی وجود ندارد.

## تاریخچه مفهوم
نیکلای کندراتیف (اقتصاددان اتحاد جماهیر شوروی) اولین کسی بود که این مشاهدات را در اثر خود "چرخه‌های بزرگ اقتصادی (۱۹۲۵)" در کنار سایر آثاری که در همان دهه نوشته شده مورد توجه بین‌المللی قرار داد.
در سال ۱۹۳۹، جوزف شومپیتر پیشنهاد کرد نام چرخه‌ها را بنام "امواج کندراتیف" به افتخار او نامگذاری کند.
اما قبلتر از اینها، دو اقتصاددان هلندی بنام گلدرن و ولف، برای وجود چرخه ۵۰ تا ۶۰ ساله به ترتیب در
سال‌های ۱۹۱۳ و ۱۹۲۴ استدلال می‌کردند اما نتوانستند مشاهدات مدونی را ایجاد نمایند.
از زمان شروع این تئوری، مطالعات مختلف، دامنه چرخه‌های ممکن را گسترش داده و چرخه‌های طولانی‌تر یا کوتاه تری را در داده‌ها پیدا کرده‌اند. مندل با مقاله خود در سال ۱۹۶۴ علاقه خود را به تئوری موج بلند احیا کرد. در نظریه مندل "چرخه طولانی" وجود ندارد بلکه شامل دوره‌هایی با بازه زمانی ۲۰–۲۵ سال می‌شود.
او می‌گوید :"نظریه‌های چرخه اقتصادی برخی تحلیلگران را قادر ساخته‌است تا زمان رکود، اوج سهام و سقوط بازار سهام را طی دو دهه گذشته به درستی پیش‌بینی کنند.

## ویژگی‌های چرخه
کندراتیف سه مرحله در چرخه را مشخص کرد:
- گسترش
- رکود(stagnation)
- بحران اقتصادی(recession)

اما امروزه تقسیم‌بندی به چهار دوره با نقطه عطف (فروپاشی) بین فاز اول و دوم متداول است.
کندراتیف پیشنهاد داد که این تئوری را در قرن ۱۹ در دو مرحله بکار برند:
۱۸۹۰–۱۷۹۰، با یک نقطه عطف در ۱۸۱۵.
۱۸۵۰–۱۸۹۶، با یک نقطه عطف در ۱۸۷۳.
او تصور می‌کرد که در سال ۱۸۹۶ یک چرخه جدید آغاز شده‌است.
چرخه طولانی ظاهراً بر همه بخشهای یک اقتصاد تأثیر می‌گذارد. کندراتیف بر روی قیمت‌ها و نرخ بهره تمرکز کرد و شاهد رشد فاز صعودی با افزایش قیمت و پایین بودن نرخ بهره بود، در حالی که مرحله دیگر شامل کاهش قیمت‌ها و نرخ بهره بالا است. تجزیه و تحلیل بعدی روی خروجی متمرکز شده‌است.

## علت و اثر چرخه
شناخت علت و تأثیر امواج کندراتیف یک بحث و ابزار علمی مفید است. امواج کندراتیف هر دو علت و تأثیر وقایع عودکننده و تکرار شونده در اقتصادهای سرمایه‌داری را در طول تاریخ ارائه می‌دهد. اگرچه خود کندراتیف تفاوت چندانی بین علت و معلولیت قائل نیست، اما نکات آشکار به‌طور شهودی پدیدار می‌شوند.
علل مستند شده توسط امواج کندراتیف، در درجه اول شامل نابرابری، فرصت و آزادی‌های اجتماعی است. اگرچه اغلب اوقات، در مورد اثرات قابل توجه این علل نیز بحث‌های بیشتری صورت می‌گیرد. تأثیرات هم خوب و هم بد است و فقط به ذکر چند مورد، پیشرفتهای تکنولوژیکی، تولد و انقلابها / پوپولیسم و دلایل کمک به انقلاب که می‌تواند شامل نژادپرستی، عدم تحمل مذهبی یا سیاسی، آزادی‌های ناکام و فرصت، نرخ حبس، تروریسم و موارد مشابه باشد.

### تأثیر نابرابری زیاد بر میزان تولد
وقتی نابرابری کم است و فرصت به راحتی در دسترس است، تصمیمات صلح آمیز و اخلاقی ترجیح داده می‌شود و «زندگی خوب» ارسطو امکان‌پذیر است. پس از جنگ جهانی دوم، موقعیت خوبی بود و نابرابری کم بود و همین امر باعث پیشرفت بی‌سابقه ای در زمینه فناوری‌های صنعتی نیز شد. از طرف دیگر، وقتی که نگرانی‌های اقتصادی جهانی در سال ۱۸۹۳ با سیاست‌های دولت برای توزیع ثروت کافی در سطح بین‌المللی روبرو نشد، ده‌ها انقلاب بزرگ نتیجه گرفت - شاید با ایجاد تأثیری که اکنون ما آن را جنگ جهانی اول می‌نامیم [۹]. کمتر کسی استدلال می‌کند که جنگ جهانی دوم نیز در پاسخ به تلاش‌های ناکام در ایجاد سیاست‌های حمایت از فرصت‌های اقتصادی در دوران رکود بزرگ ۱۹۲۹ و پیمان ورسای جنگ جهانی اول آغاز شد.

### تئوری نوآوری فناوری
براساس تئوری نوآوری، این امواج ناشی از جمع‌آوری نوآوری‌های اساسی هستند که انقلاب‌های تکنولوژیکی را راه اندازی می‌کنند که به نوبه خود بخش‌های صنعتی یا تجاری پیشرو را ایجاد می‌کنند. ایده‌های کندراتیف در دهه ۱۹۳۰ توسط جوزف شومپیتر مطرح شد. این تئوری فرضیه وجود چرخه‌های کلان و درازمدت بسیار طولانی مدت را که در ابتدا تخمین زده می‌شود ۵۰–۵۴ سال به طول انجامد، بیان می‌کند.
در دهه‌های اخیر پیشرفت‌های چشمگیری در اقتصاد تاریخی و تاریخ فناوری و تحقیقات بیشمار از رابطه بین نوآوری فناوری و چرخه‌های اقتصادی مشاهده شده‌است.

### نظریه جمعیت شناختی
از آنجا که افراد از طریق چرخه زندگی خود الگوهای هزینه نسبتاً معمولی دارند، از جمله هزینه‌های تحصیل، ازدواج، خرید اول ماشین، خرید اول خانه، بروزرسانی خرید خانه، حداکثر دوره درآمد، حداکثر پس‌انداز بازنشستگی و بازنشستگی، ناهنجاری‌های جمعیتی مانند رونق کودک و شلوغی تأثیر نسبتاً قابل پیش‌بینی ای بر اقتصاد در طی یک دوره زمانی طولانی دارد.

### احتکار زمین
جورجیس‌هایی مانند میسون، فرد و هریسون استدلال می‌کنند که احتکار زمین، نیروی محرک چرخه رونق و شکوفایی است. زمین منبع محدودی است که برای کلیه تولیدات ضروری است و آنها ادعا می‌کنند که به این دلیل که حق استفاده انحصاری در آن مورد معامله قرار می‌گیرد، این حباب‌های سوداگرانه را ایجاد می‌کند که با وام و وام بیش از حد تشدید می‌شود. در اوایل سال ۱۹۹۷، تعدادی از جورجیس‌ها پیش‌بینی کردند که سقوط بعدی در سال ۲۰۰۸ رخ خواهد داد.

## اصلاحات جدید در تئوری کندراتیف
به نظر می‌رسد نابرابری بدیهی‌ترین محرک امواج کندراتیف است، اما با این وجود برخی تحقیقات و توضیحات تکنولوژیکی و چرخه اعتباری را نیز ارائه داده‌اند.
چندین نسخه زمان‌بندی مدرن از چرخه وجود دارد اگرچه بیشتر آنها به دو دلیل بنا شده‌اند: یکی در فناوری و دیگری در چرخه اعتبار.
علاوه بر این، چندین نسخه از چرخه‌های فناوری وجود دارد و آنها با استفاده از منحنی‌های انتشار در صنایع پیشرو تفسیر می‌شوند. به عنوان مثال، راه‌آهن فقط از دهه ۱۸۳۰ میلادی همراه با رشد مداوم برای ۴۵ سال آینده آغاز شد. بعد از معرفی فولاد، راه‌آهن دارای بالاترین نرخ رشد خود بود. با این حال، این دوره معمولاً با سن فولاد مشخص می‌شود. اندازه‌گیری ارزش افزوده، صنعت پیشرو در ایالات متحده آمریکا از سال ۱۸۸۰ تا ۱۹۲۰ ماشین آلات بود و به دنبال آن آهن و فولاد بود.
چرخه‌های فناوری را می‌توان بدین شرح نشان داد:
انقلاب صنعتی (۱۷۷۱)
عصر بخار و راه‌آهن (۱۸۲۹)
سن فولاد و مهندسی سنگین (۱۸۷۵)
سن نفت، برق، خودرو و تولید انبوه (۱۹۰۸)
عصر اطلاعات و ارتباطات (۱۹۷۱)
هرگونه تأثیر فناوری در طی چرخه ای که از انقلاب صنعتی آغاز شد، عمدتاً مربوط به انگلیس است. ایالات متحده تولیدکننده اجناس بود و بیشتر تحت تأثیر قیمت اجناس کشاورزی بود. یک چرخه قیمت اجناس مبتنی بر افزایش مصرف باعث تشدید منابع و افزایش قیمت‌ها شده‌است. این امر باعث می‌شود زمین جدید غرب خریداری شود و پس از چهار یا پنج سال تمیز شود و در حال تولید باشد، قیمت‌ها را کاهش داده و مانند سالهای ۱۸۱۹ و ۱۸۳۹ باعث افسردگی شد. در دهه ۱۸۵۰، ایالات متحده در حال صنعتی شدن بود.

## محققان دیگر
چندین مقاله در مورد رابطه بین فناوری و اقتصاد توسط محققان پژوهشگاه بین‌المللی تجزیه و تحلیل سیستم‌های کاربردی (IIASA) نوشته شده‌است. نسخه مختصری از چرخه‌های کندراتیف را می‌توان در اثر رابرت آیرس (۱۹۸۹) یافت که در آن او یک مرور کلی تاریخی از روابط مهمترین فناوری‌ها ارائه می‌دهد.
اصلاح خاص نظریه چرخه‌های کندراتیف توسط دانیل انجام شد. او شش موج بلند در جامعه مدرن و اقتصاد سرمایه‌داری را شناسایی کرد، که هر یک از آنها با یک انقلاب خاص فناوری آغاز شد:
موج انقلاب مالی- کشاورزی (۱۶۰۰–۱۷۸۰)
موج انقلاب صنعتی (۱۸۸۰–۱۷۸۰)
موج انقلاب فنی (۱۹۸۰–۱۹۸۰)
موج انقلاب علمی-فنی (۱۹۴۰–۱۹۴۰)
موج انقلاب اطلاعات و ارتباطات (۱۹۸۵–۱۹۸۵)
موج فرضی انقلاب فناوری پس از اطلاع‌رسانی (۲۰۱۵–۲۰۳۵)
گروهی دیگر بر خلاف کندراتیف و شومپیتر معتقد بود که هر چرخه جدید کوتاه‌تر از سلف خود است. استرس اصلی وی بر پیشرفت فناوری و فناوری‌های جدید به عنوان عوامل تعیین‌کننده توسعه اقتصادی طولانی مدت است. هریک از این موج‌ها مرحله نوآوری خود را دارند که به عنوان یک انقلاب تکنولوژیکی و یک مرحله کاربرد توصیف می‌شود که در آن تعداد نوآوری‌های انقلابی سقوط می‌کند و توجه به بهره‌برداری و گسترش نوآوری‌های موجود متمرکز می‌شود. به محض اینکه یک نوآوری یا یک سری نوآوری‌ها در دسترس باشد، سرمایه‌گذاری در تصویب، گسترش و استفاده از آن بسیار بیشتر از ایجاد نوآوری‌های جدید است. هر موج از نوآوریهای فناوری را می‌توان با منطقه ای که انقلابی‌ترین تغییرات در آن رخ داده‌است ("بخش‌های پیشرو") مشخص کرد.
هر موج نوآوری تقریباً ادامه می‌یابد تا زمانی که سود حاصل از نوآوری یا بخش جدید به سطح سایر بخشهای قدیمی ، سنتی تر سقوط کند. این در شرایطی است که فناوری جدید، که در ابتدا ظرفیت استفاده از منابع جدیدی از طبیعت را افزایش می‌داد، به محدوده خود رسید و بدون استفاده از فناوری جدید دیگر، نمی‌توان از این حد عبور کرد.
برای پایان مرحله استفاده از هر موج معمولاً یک بحران اقتصادی و رکود اقتصادی وجود دارد. بحران مالی ۲۰۰۷–۲۰۰۸ نتیجه ای است از پایان دوره «موج فناوری اطلاعات و ارتباطات از راه دور». برخی از نویسندگان پیش‌بینی کرده‌اند که موج ششم چه می‌تواند باشد، مانند جیمز بردفیلد مودی و بیانکا که پیش‌بینی می‌کنند این امر با بهره‌وری منابع و فناوری پاک هدایت می‌شود. [۳۱] از طرف دیگر، بیانکا خود موجی از نوآوریهای تکنولوژیکی را که در عصر مدرن (پس از سال ۱۶۰۰ میلادی) تحقق می‌یابد، تنها بخشی از «زنجیره» بسیار طولانی‌تر انقلابهای فناوری می‌داند که به دوران قبل از مدرن بازمی‌گردد. [۳۲] این بدان معناست که او معتقد است که می‌توان چرخه‌های طولانی اقتصادی (مشابه آن با چرخه‌های کندراتیف در اقتصاد مدرن) را وابسته به انقلاب‌های فناوری حتی در قرون وسطا و دوران باستان دانست.

## نقد چرخه‌های طولانی
```
تئوری موج طولانی توسط بسیاری از اقتصاددانان دانشگاهی پذیرفته نشده‌است. با این حال، برای مبتنی بر نوآوری، توسعه و اقتصاد تکاملی بسیار مهم است. با این وجود، در بین اقتصاددانانی که آن را می‌پذیرند، هیچ توافق جهانی رسمی دربارهٔ معیارهایی که باید برای استفاده در سطح جهانی مورد استفاده قرار گیرند، برای شروع و سالهای پایانی برای هر موج وجود نداشته‌است. توافق سالهای شروع و پایان برای هر چرخه ۴۰ تا ۶۵ ساله می‌تواند ۱ تا ۳ سال باشد.
```

اندریاس (Andreas J.W. Goldschmidt)، اقتصاددان سلامت و زیست‌شناس، به جستجوی الگوهای پرداخت و پیشنهاد نمود که یک تغییر فاز و همپوشانی چرخه‌های به اصطلاح کندراتیف از فناوری اطلاعات و سلامت وجود دارد (در شکل). وی تصریح نمود: مراحل رشد تاریخی در ترکیب با فناوری‌های کلیدی لزوماً به معنای وجود چرخه‌های منظم به‌طور کلی نیست. اوبر این عقیده است که نوآوریهای اساسی مختلف و محرکهای اقتصادی آنها یکدیگر را از این امر مستثنا نمی‌کنند زیرا بیشتر طول آنها متفاوت است و سود آنها برای کلیه شرکت کنندگان در یک بازار قابل استفاده نیست.

## زندگی‌نامه
_نیکلای کندراتیف یک اقتصاددان اتحاد جماهیر شوروی، حامی سیاست جدید اقتصادی (NEP) بود، وی بیشتر به خاطر ارائه این تئوری شناخته شده‌است که اقتصادهای سرمایه‌داری غربی چرخه‌های رونق طولانی مدت (۵۰ تا ۶۰ ساله) و به دنبال آن افسردگی دارند. این چرخه‌های تجاری اکنون "امواج کندراتیف " نامیده می‌شوند. [۲]
کندراتیف پس از انقلاب، تحقیقات دانشگاهی را دنبال نمود. در سال ۱۹۱۹، او در آکادمی کشاورزی پیتر کبیر به یک دفتر تدریس منصوب شد. [نیاز به استناد] در اکتبر ۱۹۲۰، مؤسسه ملتحمه را در مسکو تأسیس نمود. وی به عنوان اولین مدیر آن، تا سال ۱۹۲۳ با ۵۱ پژوهشگر، آن را به یک مؤسسه بزرگ و محترم تبدیل نمود. [۷]
در سال ۱۹۲۲، او اولین مقاله خود را در چرخه‌های طولانی منتشر نمود. [۲] اقتصاد جهانی و پیوندهای آن در طول جنگ و بعد از آن. نوشته‌های او مبنی بر اینکه اقتصادهای سرمایه‌داری با موفقیت‌های توسعه و افول مشخص می‌شدند، با ایده مارکسیستی فروپاشی قریب‌الوقوع سرمایه‌داری مغایرت داشت. [۷] برای اثبات این موضوع که اقتصادهای سرمایه‌داری در بهبودهای خود به خودی و مداوم قرار دارند، کندراتیف تجزیه و تحلیل قیمت گسترده اجناس را در اقتصادهای آلمان، انگلیس و فرانسه انجام داد. در میان قیمت‌های مورد مطالعه مواد اولیه و اجناس خروجی، نرخ بهره، تجارت خارجی، دستمزدها و سپرده‌های بانکی بود
در سال ۱۹۲۳، کندراتیف به دنبال افکار عمومی همکارانش در بحث دربارهٔ «بحران قیچی» مداخله نمود. در سال‌های ۱۹۲۳ تا ۱۹۲۳، وی روی یک برنامه ۵ ساله برای توسعه کشاورزی اتحاد جماهیر شوروی کار نمود. در سال ۱۹۲۴، پس از انتشار نخستین اثر خود، با ارائه اولین نسخه آزمایشی نظریه او در مورد چرخه‌های مهم، کندراتیف به انگلستان، آلمان و ایالات متحده سفر کرد و قبل از بازگشت به روسیه از چندین دانشگاه بازدید کرد.
در مقاله کندراتیف در باب مفهوم آمار اقتصادی و نوسانات ، منتشر شده در سال ۱۹۲۴، نتایج کندراتیف بدین شرح است:
1. سالهای شکوفایی در دوره‌های صعودی در اقتصادهای سرمایه‌داری رایج بودند.
2. کشاورزی در زمان رکود قیمت، رکود بیشتری را نسبت به صنعت متحمل شده‌است.
3. نوآوریهای مهم فناوری در دوره‌های نزولی پنداشته می‌شدند اما در دوره‌های صعودی توسعه یافتند.
4. عرضه طلا افزایش یافت و بازارهای جدید در ابتدای روند صعودی افتتاح شدند. گسترده‌ترین و ویران کننده‌ترین جنگها در دوره‌های طغیان رخ داده‌است.

این نتیجه‌گیری نشان داد که سرمایه‌داری با بی اعتنایی از مقامات حزب کارگر پایدار است. این دلیل اصلی اعدام وی در سال ۱۹۳۸ بود.
در سال ۱۹۲۵ او اثر خود را به نام چرخه‌های مهم اقتصادی منتشر کرد که به سرعت به زبان آلمانی ترجمه شد. فرم کوتاهی در سال ۱۹۳۵ در مروری بر آمارهای اقتصادی منتشر شد و برای مدتی ایده‌های وی در غرب رایج شد، تا اینکه توسط ایده‌های جان مینارد کینز گرفتار نشد.
نظریه چرخه اقتصادی کندراتیف اظهار داشت که چرخه‌های طولانی حدود پنجاه سال وجود دارد. در آغاز چرخه اقتصادی اجناس سرمایه ای پر هزینه و سرمایه‌گذاری‌های زیرساختی ایجاد اشتغال و درآمد و تقاضای جدید برای اجناس مصرفی را ایجاد می‌کنند. با این حال، پس از چند دهه بازده مورد انتظار سرمایه‌گذاری زیر نرخ بهره کاهش می‌یابد و مردم از سرمایه‌گذاری امتناع می‌ورزند، حتی اگر ظرفیت بیش از حد در اجناس سرمایه منجر به اخراج گسترده شود و باعث کاهش تقاضا برای اجناس مصرفی شود. بیکاری و یک بحران طولانی اقتصادی به عنوان قرارداد اقتصادی ایجاد می‌شود. مردم و شرکت‌ها منابع خود را تا زمان شروع اعتماد به نفس ذخیره می‌کنند و روند صعودی در دوره شکل‌گیری جدید سرمایه ایجاد می‌شود که معمولاً با سرمایه‌گذاری گسترده در فناوری‌های جدید مشخص می‌شود.
جوزف شومپیتر، اقتصاددان مشهور اتریشی، پایه‌های تئوری موج بلند را به نیکلای کندراتیف اعتبار داد. وی احترام نیکولای کندراتیف را با استفاده از اصطلاح «موج‌های کندراتیف» موجهای به صدا درآورد.
او، عضو کمیسیون کشاورزی مردم و حامی سیاست اقتصادی جدید اتحاد جماهیر شوروی (NEP) که توسط ولادیمیر لنین پشتیبانی می‌شود، تأثیر داشت و نوشته‌هایی در مورد روش کشاورزی و روش برنامه‌ریزی داشت. وی که تحت تأثیر سفرهای خود در خارج از کشور، از یک استراتژی صنعتی سازی با هدایت بازار حمایت می‌کند که بر صادرات محصولات کشاورزی برای پرداخت هزینه‌های صنعتی سازی تأکید می‌کند، پیروی از نظریه اقتصاد ریکاردی از مزیت مقایسه ای. وی از سال ۱۹۲۴ تا ۱۹۲۸ طرحی را برای زراعت و جنگلداری پیشنهاد کرد. با این وجود، پس از مرگ لنین در سال ۱۹۲۴، جوزف استالین که طرفدار کنترل تمام عیار دولت بر اقتصاد بود، حزب کارگر را به دست گرفت. نفوذ کندراتیف به سرعت کاهش یافت.
سقوط از مدیریت اتحاد جماهیر شوروی
کندراتیف در سال ۱۹۲۸ از سمت مدیرعامل انستیتوی پیوستگی برکنار شد و در ژوئیه ۱۹۳۰ به اتهام عضویت در «حزب کارگران دهقانان» (یک حزب غیر وجودی که توسط NKVD اختراع شده بود) دستگیر شد. کندراتیف که به عنوان «استاد برجسته» شناخته شده و به ۸ سال زندان محکوم شده‌است، ابلاغیه خود را از فوریه ۱۹۳۲ به بعد در نزدیکی مسکو تحمل نمود. گرچه سلامتی وی در شرایط نامساعد رو به وخامت گذاشت، کندراتیف تحقیقات خود را ادامه داد و تصمیم گرفت که پنج اثر جدید تهیه کند، همان‌طور که در نامه ای به همسرش عنوان کرد. برخی از این متون در واقع تکمیل و منتشر شدند.
آخرین نامه وی در تاریخ ۳۱ اوت ۱۹۳۸ به دخترش النا کندراتیف فرستاده شد. در سپتامبر سال ۱۹۳۸ در جریان پاکسازی بزرگ استالین، وی تحت محاکمه دوم قرار گرفت و بدون حق مکاتبات با جهان خارج به ده سال محکوم شد. اما، در همان روز که دستور صادر شد، کندراتیف در زمین تیراندازی با دستور آتش جوخه‌ها اعدام شد. کندراتیف در زمان اعدام خود در۴۶ سالگی بود.
میراث
در دهه ۱۹۷۰، افزایش علاقه به چرخه‌های تجاری منجر به کشف مجدد کارهای کندراتیف شد، از جمله انتشار اولین بار ترجمه کامل انگلیسی مقاله او "امواج بلند در زندگی اقتصادی" در مجله نقد و بررسی (مرکز فرناند برودل) در. ۱۹۷۹ (این مقاله ابتدا در سال ۱۹۲۶ در یک ژورنال آلمانی منتشر شد و یک ترجمه جزئی از انگلیسی در مجله "بررسی آمارهای اقتصادی در سال ۱۹۳۵" منتشر شد). این کشف مجدد کندراتیف در آکادمی انگلیسی زبان باعث شد که تئوری‌های وی برای اولین بار فراتر از اقتصاد گسترش یابد، به عنوان مثال دانشمندان علوم سیاسی مانند جوشوا گلدشتاین و جغرافی دانانی مانند برایان بری مفهوم موج کندراتیف امواج طولانی را در زمینه‌های خود گسترش دادند. با این حال، نظریه کندراتیف همچنان بحث‌برانگیز است. از جمله موضوعات دیگر، ایده‌های وی در مورد شخصیت دوره ای جایگزینی اجناس اساسی سرمایه و امکان تجربی تصادف در شناسایی امواج طولانی.